# Pierre Corgne
Pierre Corgne fue un religioso de Francia del siglo XVIII, nacido en Corlay, el 15 de marzo de 1696; fallecido el 9 de octubre de 1781.

## Biografía
Pierre fue canónigo de Soissons, del cabildo catedralicio de la catedral de Saint-Jean, Lion, y doctor en teología en el colegio de Navarra en París.
Pierre dejó varias disertaciones escritas, y en 1760 la asamblea del clero le señaló una gratificación de 4.000 francos por su defensa de las atribuciones de los obispos, que quedó manuscrita, que venía a formar 4 tomos en fólio, contra la obra Des Pouvoirs légitimes du premier & du second Ordre,.... (administración de sacramentos y gobierno de la Iglesia) de Nicolas Travers, teólogo e historiador, de la diócesis de Nantes, jansenista.
Frecuentemente se ha confudido a Pierre con Corgne de Lunay, que fue profesor y doctor en teología en la Sorbona, canónigo y arcediano de la iglesia de París, diputado en la asamblea del clero y abad de Vierzon, autor de Actas de la asamblesa del clero en 1765.

## Obras
- Defensa legítima de los poderes de los obispos
- Disertación sobre el concilio de Rimini, 1733.
- Disertación sobre el monoteísmo y sobre el sexto concilio general, 1741.
- Disertación sobre el papa Liberio, 1736.
- Disertación de la controversia de S. Estévan y S. Cipriano, 1725.
- Mémorie dogmatique et historique touchant les juges de la foi,..., París, 1736.